# 오타키 아미
오타키 아미(일본어: 大滝 麻未, 1989년 7월 28일 ~ )는 일본의 여자 축구 선수이다.

## 국가대표팀 경력
그녀는 2012년 6월 20일 스웨덴과의 경기에서 일본 국가대표팀에 데뷔했다. 그녀는 2013년까지 국제 A매치 통산 3경기에 출전했다.

## 통계
| 일본 | 일본 | 일본 |
| 연도 | 출전 | 득점 |
| ---- | ---- | ---- |
| 2012 | 1    | 0    |
| 2013 | 2    | 0    |
| 통산 | 3    | 0    |